# Martine Claret
Pour les articles homonymes, voir Claret.
Martine Claret est une nageuse française née le 11 janvier 1955.
Elle est membre de l'équipe de France aux Jeux olympiques d'été de 1972 à Munich, prenant part au relais 4x100 mètres quatre nages, éliminé en séries.
Elle a été deux fois championne de France de natation sur 100 mètres brasse (été 1972 et hiver 1973).
En club, elle a été licenciée à l'ASPTT Lyon.